# Neokatolicizmus
A neokatolicizmus eredetileg egy irodalomtörténeti fogalom, a két világháború közötti francia irodalom egyik vonulata, amely azonban a modern katolikus gondolkodáson belül egy újfajta irányzatot is jelöl. A neokatolicizmus lett a kialakuló modern kereszténydemokrácia szellemi bázisa és a II. vatikáni zsinat számos újításának ihletője.

## Az eszmeiség kialakulása

### A fogalom eredete
A fogalom Franciaországban alakult ki irodalmi körökben a két világháború között. A renouveau catholique(de) az ún. kurzus-kereszténységgel szemben fogalmazta meg magát, az egyetemes katolikus kultúra talaján állva szélesre tárta kapuit a korabeli szellemtörténeti és tudományos irányzatok előtt, végső céljának a katolicizmus megújítását tartotta. Elsősorban az Esprit(en) francia folyóirat körüli csoportosulást nevezhetjük annak, de hatott a kialakuló perszonalizmusra és a kereszténydemokráciára is.
Az irányzat történeti előzménye a XIII. Leó pápa tevékenységével fémjelezhető fordulat volt. 1891-ben megjelenő Rerum novarummal egy új egyháztörténeti korszak vette kezdetét, mikortól az egyház – fenntartásait megőrizve – elfogadta a felvilágosodásban kialakult társadalmi, politikai, gazdasági kereteket, és megfogalmazta a társadalmi folyamatokkal kapcsolatos saját véleményét. Ismét cselekvő részese kívánt lenni, és nem csak passzív elszenvedője Európa történelmének. Az eszmei gyökerei e fordulatnak Aquinói Szent Tamás teológiája volt, amely már a 13. században is hangsúlyozta a világ megismerhetőségét és az egyén morális szabadságát.

### A neokatolicizmus megjelenése Magyarországon
Magyarországon szintén a két világháború között jelentkezett az irányzat. Először az 1931-ben induló Korunk Szava folyóirat körül csoportosult olyan kör, amely fel kívánta frissíteni a hazai katolikus közgondolkodást. A gróf Széchényi György által indított lap – szemben az Esprittel – elsősorban a Quadragesimo anno pápai enciklikából kiindulva a közélettel foglalkozott. Ebből vált ki 1935-ben a ma is létező (akárcsak az Esprit) Vigilia című orgánum, amely már valóban a katolikus spiritualitást és irodalmat állította figyelmének középpontjába.

## A neokatolicizmus képviselői

### A neokatolicizmus képviselői Nyugat-Európában
Franciaországban: Charles Péguy költő, író, a 20. századi modern költészet egyik előfutára, aki a szocializmustól fordult a katolicizmus felé; François Mauriac, a modern francia irodalom egyik legnagyobb írója, irodalmi Nobel-díjas; Paul Claudel költő, dráma- és esszéíró. Az Esprit folyóirat körül csoportosuló irodalmi körből, Jacques Maritain és Emmanuel Mounier, a perszonalizmus vezéralakjai. Nagy-Britanniában mások mellett: G. K. Chesterton teológus, filozófus, író, T. S. Eliot szintén irodalmi Nobel-díjas költő, drámaíró és kritikus; Graham Greene író, kritikus; boldog John Henry Newman bíboros, aki az anglikánból tért át a katolikus hitre. Németországban: Romano Guardini katolikus pap és teológus; Elisabeth Langgässer írónő. Lengyelországban: Henryk Sienkiewicz irodalmi Nobel-díjas regényíró.

### Magyar neokatolikusok
Magyarországon a Korunk Szava, majd a Vigilia körül csoportosulók nevezhetők a hazai neokatolicizmus képviselőinek, így: Eckhardt Sándor irodalomtörténész (később a Demokrata Néppárt országgyűlési képviselője), Rónay György költő (később szintén a DNP országgyűlési képviselője), Sík Sándor piarista szerzetes és költő valamint Szekfű Gyula történész.
A neokatolicizmus-sal kapcsolatban vita is kialakult Illyés Gyula kezdeményezésére a Nyugat hasábjain, amelyben Babits Mihály és Sík Sándor is megszólaltak. Gyergyai Albert cikksorozatban fejtette ki véleményét a neokatolicizmus hazai megjelenéséről, és a vállaltan katolikus/keresztény költészet lehetőségeiről.